# Сальм (графство)
Графство Сальм (нем. Grafschaft Salm) — название нескольких исторических графств и княжеств на территории нынешних Германии, Бельгии, Люксембурга и Франции.

## История

### Происхождение
Графство Сальм возникло в X веке в Вьельсальме, в регионе Арденн нынешней Бельгии. Оно управлялось младшей ветвью Вигерихидов, названной Домом Зальм.
В 1165 году оно было разделено на графства Нижний Сальм в Арденнах (расположенное ныне в Бельгии и Люксембурге), и Верхний Сальм (расположенное в горах Вогезы, в настоящее время является территорией Франции).

### Нижний Сальм
Графы Нижнего Сальма окончательно утратили власть в 1416 году, и графство было унаследовано Домом Райффершайд-Дик. В 1628 году статус территории был повышен до альтграфства, и в дальнейшем феод был переименован в альтграфство Сальм-Райффершайд.
В 1639 году альтграфство был разделено на альтграфства Сальм-Райффершайд-Бедбург (к северо-западу от Кельна) и Сальм-Райффершайд-Дик (Нойс).

#### Сальм-Райффершайд-Бедбург
В 1734 году альтграфство Сальм-Райффершайд-Бедбург было разделена на три отдельных путём отделения альтграфства Сальм-Райффершайд-Райц от богемского наследства и альтграфства Сальм-Райффершайд-Хайнсбах от первоначального альтграфства.
В 1803 году меньшее альтграфство было переименовано из Сальм-Райффершайд-Бедбург в Сальм-Райффершайд-Краутхайм. В 1804 году оно был возведено в ранг княжества и просуществовало до 1806 года, когда было ликвидировано.

#### Сальм-Райффершайд-Дик
Графство было ликвидировано, и его династическая ветвь пресеклась в 1888 году.

### Верхний Сальм
В 1246 году графство Верхний Сальм было разделено, и из него было выделено графство Сальм-Бланкенбург.
В 1431 году графство Верхний Сальм было вновь разделено — возникло графство Сальм-Баденвайлер.
Графство Верхний Сальм было унаследовано рейнграфами в 1475 году, которые затем назвали свои владения рейнграфством Верхний Сальм.
В 1499 году оно было разделено на две части — Сальм-Кирбург и Сальм-Даун.

#### Сальм-Бланкенбург
Графство было ликвидировано в 1506 году и унаследовано Лотарингским домом.

#### Сальм-Баденвайлер
В 1520 году графство Сальм-Баденвайлер было разделено — возникло графство Сальм-Нойбург. В 1653 году владение было унаследовано австрийским Домом Зинзендорф, но Дом Сальм продолжал использовать своё старое название до 1784 года, когда умер последний представитель из этой ветви династии.
Графство было аннексировано Лотарингским домом в 1600—1608 годах. В 1670 году территория была окончательно аннексирована Францией.

#### Сальм-Кирбург
В 1607 году Сальм-Кирбург был разделён на три части — из него выделились Сальм-Мерхинген и Сальм-Тронеккен. В 1681 году последний правитель Сальм-Кирбурга умер, и его территории были объединены с Сальм-Мерхингеном.
В 1743 году была создана совершенно новая территория Сальм-Кирбург, на этот раз названная княжеством Сальм-Кирбург. Оно было аннексировано Францией в 1811 году и медиатизировано в 1813 году. Княжеская семья продолжала использовать свой старый титул.

#### Сальм-Даун
В 1561 году Сальм-Нойвайлер и Сальм-Грумбах были отделены от Сальм-Дауна.
В 1697 году Сальм-Пюттлинген был выделен из Сальм-Дауна.
В 1748 году ветвь семьи Сальм-Даун пресеклась, её территории перешли к ветви Сальм-Пюттлинген.

#### Сальм-Пюттлинген
Графство было ликвидировано в 1750 году.

#### Сальм-Нойвайлер
В 1610 году рейнграфство Сальм было отделено от Сальм-Нойвайлера. Оно было возведено в ранг княжества Сальм в 1623 году.
В 1803 году, когда епископство Мюнстер было секуляризировано, часть его территории была передана князьям Сальм-Сальмским, которые к тому времени уже владели Анхольтом. Это новое княжество Сальм, охватывавшее территорию вокруг Боркена, Ахауса и Бохольта, было членом Рейнского союза. В 1810 году оно было аннексировано Францией и включено в состав имперского департамента Липпе. После поражения Наполеона в 1815 году территория вошла в состав Пруссии. Княжеская ветвь существует и по сей день.
В 1696 году Сальм-Нойвайлер был разделён на две части: Сальм-Лез и Сальм-Хогстратен. Их земли позже были включены в состав Бельгии. Династические ветви исчезли в 1887 и 1886 годах.

#### Сальм-Грумбах
В 1668 году Рейнграфенштайн-Гренцвайлер был отделён от Сальм-Грумбаха. Оно было медиатизировано и включено в состав Пруссии. Ветвь вымерла в 1819 году.
В 1803 году Сальм-Грумбах был аннексирован Францией. Графы Сальм-Грумбахи получили во владение княжество Сальм-Хорстмар в качестве компенсации в том же году. При общей медиатизации в 1813 году потомки правивших графов продали свои титулы Сальм-Сальму в 1892 году.

## Список государств
- 1019—1165: графство Сальм (Нижний и Верхний Сальм)
  - 1165—1416: графство Нижний Сальм / 1416—1628: графство Сальм-Райффершайд / 1628—1639 годы: альтрафство Сальм-Райффершайд
    - 1639—1803: альтграфство Сальм-Райффершайд-Бедбург
      - 1803—1804: альтграфство Сальм-Райффершайд-Краутхайм
        - 1804—1806: княжество Сальм-Райффершайд-Краутхайм (аннексировано Пруссией; ветвь вымерла в 1893 году)

      - 1734—1790: графство Сальм-Райффершайд-Райц
        - 1790—1811: княжество Сальм-Райффершайд-Райц (аннексировано Австрией; ветвь существует)

      - 1734—1811: графство Сальм-Райффершайд-Хайнсбах (аннексировано Пруссией; ветвь вымерла в 1897 году)

    - 1639—1806: альтграфство Сальм-Райффершайд-Дик (аннексирован Пруссией; ветвь вымерла в 1888 году)

  - 1165—1475: графство Верхний Сальм / 1475-1499: рейнграфство Верхний Сальм (Дом Сальм-Даун и Дом Сальм-Кирбург)
    - 1210—1500: графство Сальм-Бланкенбург (Лотарингский дом)
    - 1431—1670: графство Сальм-Баденвайлер (Дом Бурбонов)
      - 1520—1784: графство Сальм-Нойбург (Дом Зинзендорф)

    - 1499—1748: Сальм-Даун (Дом Сальм-Пюттлинген)
      - 1697—1750: Сальм-Пюттлинген (?)
      - 1561—1696: Сальм-Нойвайлер (Дом Сальм-Лез и Дом Сальм-Хугстратен)
        - 1574—1738: рейнграфство Сальм
          - 1738—1810: княжество Сальм-Сальм (аннексировано Пруссией)

        - 1696—1742: Сальм-Лез
          - 1742—1743: княжество Сальм-Лез (Дом Сальм-Кирбург)

        - 1696—1738: Сальм-Хогстратен (позже известный как Дом Сальм-Сальм)

      - 1561—1803: Сальм-Грумбах (аннексирован Пруссией)
        - 1803—1813: княжество Сальм-Хорстмар (аннексировано Пруссией; ветвь существует)
        - 1668—????: Рейнграфенштайн-Гренцвайлер (ветвь вымерла в 1819 году)

    - 1499—1681: Сальм-Кирбург (Дом Сальм-Мерхинген)
      - 1607—1637: Сальм-Тронекен (ветвь вымерла в 1637 году)
      - 1607—1688: Сальм-Мерхинген (ветвь вымерла в 1688 году)

    - 1743—1810: княжество Сальм-Кирбург (аннексировано Пруссией)

## Список правителей

### Графы Сальма (1019—1165)

#### Дом Сальм
- 1019—1059: Гизельберт
- 1059—1088: Герман I, сын предыдущего
- 1088—1138: Герман II, сын предыдущего
- 1138—1140: Герман III, сын предыдущего
- 1140—1163: Генрих, брат предыдущего

### Графы и альтграфы Нижнего Сальма

#### Дом Сальм
- 1163—1172: Фридрих I
- 1172—1210: Фридрих II
- 1210—1240: Герхард
- 1240—1247: Генрих III
- 1247—1265: Генрих IV
- 1265—1297: Вильгельм
- 1297—1336: Генрих V
- 1336—1362: Генрих VI
- 1362—1370: Иоанн
- 1370—1416: Генрих VII

#### Дом Райффершайд-Дик
- 1416—1455: Отто
- 1455—1475: Иоанн I
- 1475—1479: Иоанн II
- 1479—1505: Петер
- 1505—1537: Иоанн III
- 1537—1559: Иоанн IV
- 1559—1629: Вернер
- 1629—1639: Эрнст Фридрих, первый альтграф

### Альтграфы Сальм-Райффершайд-Бедбурга и князья Сальм-Райффершайд-Краутхайма (1639—1803—1893)

#### Дом Райффершайд-Дик
- 1639—1678: Эрик Адольф
- 1678—1734: Франц Вильгельм, сын предыдущего
- 1734—1755: Карл Антон, сын предыдущего
- 1755—1798: Сигизмунд, брат предыдущего
- 1798—1806: Франц Вильгельм Йозеф Антон (ум. 1831), сын предыдущего; последний альтграф (1803—1804), 1-й князь (1804—1806)

Главы медиатизированного дома — князья:
- 1831—1856: Константин Доминик Франц, сын предыдущего
- 1856—1860: Франц Карл, сын предыдущего
- 1860—1893: Леопольд, брат предыдущего
- 1893—1924: Альфред, сын предыдущего
- 1924—1958: Франц Йозеф, сын предыдущего

### Альтгравиаты Сальм-Райффершайд-Хайнсбаха (1734-1811-1897)

#### Дом Райффершайд-Дик
- Леопольд Энтони (1734—1769)
- Фрэнсис Венцеслав (1769—1832)
- Фрэнсис Винсент (1832—1842)
- Иоанн (1842—1847)
- Фрэнсис Йозеф (1847—1887)
- Алоис (1887—1897)

### Альтравиаты и князья Сальм-Райффершайд-Райца (1734-1790-1918)

#### Дом Райффершайд-Дик
- Энтони (1734—1769)
- Карл Йозеф, последний альтгравиат (1769—1790), первый принц (1790—1811)
- Хуго I Фрэнсис (1811—1836), название под предлогом
- Хуго II Карл(1836—1888)
- Хуго III (1888—1890)
- Хуго IV (1890—1903)
- Хуго V Леопольд (1903—1946)
- Хуго VI
- Хуго VII (род. 1973)

### Альтгравиаты Сальм-Райффершайд-Дика (1639-1806-1888)

#### Дом Райффершайд-Дик
- Эрнест Салентин (1639—1684)
- Фрэнсис Эрнест (1684—1721)
- Август Евгений Бернард (1721—1767)
- Вильгельм (1767—1775)
- Йозеф (1775—1806)
- Альфред (1861—1888)

### Графы и рейнгрейвиаты Верхнего Сальма (1210-1475-1499)
- Генрих I (1165—1210)
- Генрих II (1210—1240)
- Генрих III (1240—1293)
- Иоанн I (1293—1326)
- Николас (1326—1343)
- Иоанн II (1343—1351)
- Симон I (1351—1360)
- Иоанн III (1360—1386)
- Симон II (1386—1397)
- Иоанн IV (1397—1431)
- Симон III (1431—1475)
- Иоанн V, (1475—1495) первый рейнгрейвиат
- Иоанн VI (1495—1499)

### Графы Сальм-Бланкенбурга (1210—1506)
- Фридрих I (1210—1270)
- Генрих I (1270—1301)
- Генрих II (1301—1361)
- Теобальд I (1361—1363)
- Генрих III (1363—1382)
- Теобальд II (1382—1396)
- Генрих IV (1396—1441)
- Фридрих II (1441—1442)
- Теобальд III (1442—1443)
- Луи (1443—1503)
- Ульрик (1503—1506)

### Графы Сальм-Баденвайлера (1431—1600)
- Иоанн V (1431—1451)
- Иоанн VI (1451—1505)
- Иоанн VII (1505—1548)
- Иоанн VIII (1548—1600)

### Рейнгрейвиаты Сальм-Дауна (1499—1748)
- Филипп (1499—1521)
- Филипп Франциск (1521—1561)
- Иоанн Филипп I (1561—1569)
- Фридрих (1569—1574)
- Адольф Генри (1574—1606)
- Вольфганг Фридрих (1606—1638)
- Иоанн Луи (1638—1673)
- Иоанн Филипп II (1673—1693)
- Карл (1693—1733)
- Иоанн Филипп III (1733—1742)
- Кристиан Отто (1742—1748)

### Рейнгрейвиаты Сальм-Леза и князья Сальм-Кирбурга (1696-1743-1813-1905)
- Генри Габриэль (1696—1716)
- Филипп Йозеф фон Сальм-Лез, последний рейнгрейвиат (1716—1743), первый суверенный князь (1743—1779)
- Фридрих III (1779—1794)
- Фридрих IV, последний суверенный князь (1794—1813), первый зависимый князь (1813—1859)
- Фридрих V (1859—1887)
- Фридрих VI Луи (1887—1905)

### Рейнгрейвиаты и князья Сальм-Хогстратена (1696-1739-1886)
- Вильгельм Флорентин (1696—1707)
- Николас Леопольд I (1707—1770), первый князь

### Рейнгрейвиаты и князья Сальм-Сальма (1574-1738-1813-настоящее время)
- Фридрих I, первый и последний рейнгрейвиат (1574—1608)
- Филипп Отто, последний граф (????-????), первый князь (1608—1634)
- Леопольд Филипп (1634—1663)
- Карл Теодор Отто (1663—1710)
- Луи Отто, последний князь (1710—1738)
- Николас Леопольд I, первый суверенный князь (1739—1770)
- Луи Отто Карл (1770—1771)
- Максимилиан (1771—1773)
- Луи Отто Карл (1773—1778)
- Константин Александр, последний суверенный князь (1778—1813)
- Константин Александр, первый зависимый князь (1813—1828)
- Флорентин (1828—1846)
- Альфред I (1846—1886)
- Николас Леопольд II (1886—1908)
- Альфред II (1908—1923)
- Николас Леопольд III (1923—1988)
- Карл-Филипп (с 1988 года по настоящее время)
  - Эмануэль, наследник (род. 1961)

### Рейнгрейвиаты Сальм-Пюттлингена (1697—1750)
- Воллрат Виктор (1697—1730)
- Иоанн (1730—1750)
- Фридрих
- Фридрих Вильгельм (????-1748)
- Иоанн Фридрих(1748—1750)
- Карл Леопольд Луи (1750—1750)
- Фридрих Вильгельм (1750—1750)